# 夏尔·佩兰
夏尔·佩兰（法語：Charles Perrin，1875年7月6日—1954年3月26日），法国男子赛艇运动员。他曾代表法国参加1900年夏季奥林匹克运动会赛艇比赛，获得男子四人单桨有舵手银牌。